# Histon H4
Histon H4 – jeden z 5 głównych histonów budujących nukleosomy. Uczestniczy w organizacji DNA jądrowego w wyższe struktury chromatyny w komórkach eukariotów.
Histon H4 jest najmniejszy spośród wszystkich histonów rdzeniowych, jednocześnie jest on najbardziej konserwatywny ewolucyjnie. W jego budowie można wyróżnić domenę globularną oraz długi odcinek N-końcowy. Zbudowany jest z 102 aminokwasów, w tym 11% lizyny i 4% argininy. 